# Corerac
Corerac es un anexo de Santiago de Chocorvos de los 22 anexos que conforman el distrito de Santiago de Chocorvos, dedicado principalmente a la agricultura y a la ganadería, productor de cebada, trigo, carne, queso y abundante papa.

## Ubicación
Ubicada en la provincia de Huaytará, es una meseta hermosa que está a 3200 m s. n. m. a 110 km de Ica, su capital es San Luis de Corerac.

## Accesos
La vía más rápida de acceso a San Luis de Corerac es por transporte terrestre desde Lima hasta la ciudad de Ica hay 90 km, el tiempo aproximado es de 4 horas, luego desde Ica hasta San luis de corerac hay una distancia de 90 km por una carretera afirmada el recorrido dura entre 3 y 4 horas.
También existe la vía los Caminos del Inca por la loma baja que generalmente se usa por motivos turísticos o cuando hay interrupción de las carreteras en épocas de lluvia, recorrido que se hace a pie y puede dura entre 18 a 24 horas.

## Fiestas Costumbristas
El 1° de mayo (fiesta de las cruces), donde se hace la limpieza de las acequias que han sido malogradas durante la época de lluvias.
Los meses de Julio a agosto fiesta de marcado de ganados conocido como las herranzas.
El 16 de julio adoración a la virgen carmen y el patrón san luis.
El 25 de diciembre fiesta en honor al nacimiento del niño Jesús.
Los Carnavales donde participan todos los barrios mediante los Camachicoj, que regresan de haber participado en el distrito y terminan con un gran tumbamonte.

## Instituciones educativas
- El colegio de educación secundaria san luis en honor al patrón.
- IE. N° 22209 Primaria San luis de Corerac
- IE. N° 22209 Inicial San luis de Corerac

## Barrios
Los anexos del anexo de San Luis de corerac son:
- Tastallo.
- Peruruyoc.
- Lambrascasa.
- Millallacuy.

## Centros turísticos
La iglesia y abundantes áreas verdes.